# ترسيم (فن)

التَّرسيم (بالفرنسية: décalcomanie)‏ هي تقنية زخرفية يمكن من خلالها نقل النقوش والمطبوعات إلى الفخار أو غيره من المواد ويختصر المسمى ب«ديكال».

## الأصول

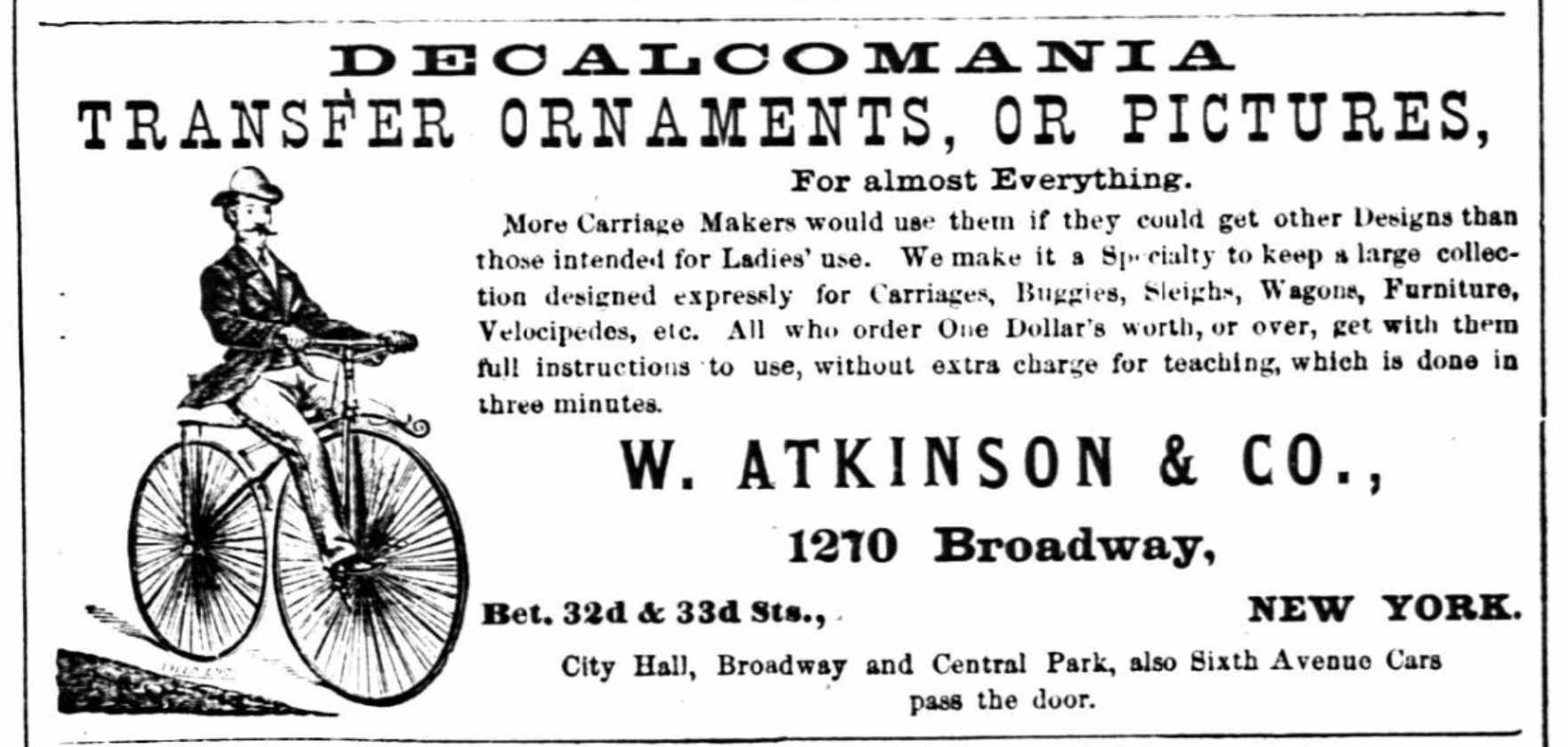
إعلان لتقنية التَّرسيم في دليل مدينة نيويورك عام ١٨٧٠

اختُرعت تقنية التَّرسيم في إنجلترا حوالي عام ١٧٥٠ واستوردتها الولايات المتحدة في وقت مبكر من عام ١٨٦٥ على الأقل. يُنسب اختراعها إلى سيمون فرانسوا رافينيت، وهو نحّات من فرنسا انتقل لاحقًا إلى إنجلترا وأتقن التقنية التي أُطلق عليها اسم " décalquer "(مشتق من papier calque الفرنسي، «ورق شفاف»). أول استخدام معروف للمصطلح الفرنسي décalcomanie «ديكالكومانيا» في كتاب انتصار إليانور لـماري إليزابيث برادون عام (١٨٦٣)، تبعه المصطلح الإنجليزي decalcomania «دكالكومانيا» في كتالوج المعرض التجاري لعام ١٨٦٥ (المعرض العاشر لجمعية ميكانيكي ماساتشوستس الخيرية)؛ نُشر خلال موجة انتشار نقل السيراميك في منتصف سبعينيات القرن التاسع عشر. وبحلول عام ١٨٧٥ تقريبًا طُبقت تصميمات التَّرسيم المطبوعة في الزجاج الملون على الخزف، وهو امتداد لطباعة النقل، والتي طُورت في إنجلترا منذ أواخر القرن الثامن عشر. طُبقَت التَّرسيم على سطح زجاجي بالفعل وأعيد إطلاقه. وبدأت التقنية تجري بشكل آلي منذ مطلع القرن العشرين.

## الفنانين
أشار السريالي أوسكار دومينغيز لعمله على أنه «مُرسمَّاتٌ لكن مع عدم وجود شيء محضر مسبقاً». بدأ هذه التقنية في عام ١٩٣٦، مستخدماً الغواش المنتشر بشكل رقيق على ورقة أو سطح آخر (كالزجاج مثلاً)، ثم يُضعط على سطح آخر مثل قماش. استخدم دومينغيز الغواش الأسود، على الرغم من ظهور الألوان لاحقًا.[بحاجة لمصدر]
ومارس أيضاً الفنان الألماني ماكس إرنست تقنية التَّرسيم، كما فعل هانز بيلمر وريميديوس فارو.[بحاجة لمصدر]
كما استخدم الفنان السريالي الفرنسي إيف تانغي هذه التقنية في أعماله التي صدرت عام ١٩٣٦ وهي Paysage I و Paysage II ، والتي ضُمنَت في معرض متحف غوغنهايم «السريالية: عينان خاصتان» (٤ يونيو- ١٢ سبتمبر١٩٩٩، نيويورك).

## إصدارات
في الخمسينيات وأوائل الستينيات من القرن الماضي، قامت كينغ فيوتشرز سينديكيت إنك بتسويق مجموعة من ملصقات التَّرسيم التي تحمل صورًا كاملة الألوان لشخصيات من مقاطعها الهزلية "Flash Gordon و Katzenjammer Kids و Dagwood Bumstead" المخصصة للأطفال الصغار والذين قد يجدون صعوبة في النطق أو قراءة كلمة "ديكالكومانيا"، سُوقت على أنها [Cockamamies] "كوكاماميز"، وهي خطأ لفظي متعمد. دخل مصطلح [cockamamy أو cockamamie]،"كوكامامي" إلى اللغة الإنجليزية بمعانٍ عامية مختلفة، وعادةً ما تدل على شيء غريب أو غريب أو غير عادي. ومع ذلك، فإن تعبير "كوكامامي" أُثبت بحلول عام ١٩٤٦ ويقال أنه في وقت مبكر من عشرينيات القرن الماضي.

### فركتلات
لم يقتصر إنتاج التَّرسيم على الفن.
في جامعة ييل التَّرسيم التلوين بالإصبع حُللت لميلها، عند تكرار العملية عدة مرات على نفس الورقة توليد فركتلات.

## روابط خارجية
- النقل الصناعي وفن التَّرسيم
- تاريخ الشارات